# Куулар, Надежда Агбан-Шыыраповна
Надежда Агбаан-Шыыраповна Куулар (род. 24 мая 1947) — советская и российская тувинская певица, народная артистка России (1994).

## Биография
Родилась 24 мая 1947 года в селе Хондергей Дзун-Хемчикского района Тувинской автономной области. Окончила среднюю школу № 2 в городе Кызыл, петь начала с детства.
В 1969—1971 годах служила в органах МВД СССР методистом отдела культуры Овюрского района.
В 1971—2000 года была солисткой тувинского государственного ансамбля песни и танцев «Саяны» государственной филармонии Тувинской АССР (сейчас Тыва). В 1979, 1984 и 1988—1989 годах проходила стажировку в творческой мастерской эстрадного искусства при Ленконцерте по вокальному и инструментальному жанру.
С 2000 года — основатель и руководитель фольклорной группы «Эне-Сай». Аранжирует мелодии тувинских песен, сочиняет мелодии. Автор мелодии песни «Эне-Сай» на слова Владимира Серен-ооола, песни «Тывам алгап тур мен» на слова Доржукая Кара. Гасторлировала в таких странах как Швеция, Швейцария, Австралия, Италия, Япония, Канада, Америка, Сингапур, странах Африки.
Выступает в Тувинском национальном музыкально-драматическом театре имени В. Кок-оола

### Семья
- Мать — Шулуу Опал Агбаан-Шыыраповна (род. 1930), заслуженный работник культуры Республики Тыва.
- Дети: Чечена Тюлюшовна Натпит (род. 1966), Сюрюн Достай-оолович Куулар (род. 1976).

## Награды и премии
- Заслуженная артистка Тувинской АССР (1979)
- Заслуженная артистка РСФСР (1985)
- Народная артистка России (1 декабря 1994 года) — за большие заслуги в области искусства[1].
- Лауреат V Всероссийского конкурса артистов эстрады
- Медаль «За доблестный труд» Республики Тыва (18 ноября 2011 года) — за вклад в развитие музыкального искусства и многолетнюю добросовестную работу[2]